# Космическа надпревара
Космическата надпревара е съперничество в изследването на космоса между двете съперничещи страни  от Студената война САЩ и СССР в периода 1957 – 1975 година за господство в космическите полети. Тя произлиза от ракетната надпревара за ядрени оръжия между двете страни след Втората световна война, подпомогната от германските ракетни технологии. Технологичното превъзходство, необходимо за такова господство, се счита за необходимо за националната сигурност и символизира идеологическото превъзходство. Космическата надпревара поражда усилия за стартиране на изкуствени спътници, космически сонди на Луната, Венера и Марс и пилотирани космически полети в ниска орбита на Земята и Луната.
Космическата надпревара е пряк резултат от политическото противопоставяне между двете държави през десетилетията след Втората световна война. Тя носи предимно технически и научен характер, с цел овладяване на космическото пространство около земята. Надпреварата минава през няколко основни етапа: за изстрелване на първия космически апарат (тук главното е ракетата-носител да изведе на достатъчна височина апарата, за да може той да заеме стабилна орбита около Земята); за изпращане на живо същество в космоса (тук се цели връщането на обекта с цел да се изследват въздействията върху организма от престоя му в открития космос); изпращане на човек в космоса; изпращане на първия човек от женски пол; изпращане на космически апарат до Луната; изпращане на човек до Луната.
Във всички етапи, с изключение на последния, превъзходство имат съветските учени, ръководени от амбициозния Сергей Корольов. Техният успех обаче се дължи на огромната политическа помощ и коства няколко големи трагедии.
Американската космическа програма е ръководена от инженера на Нацистка Германия Вернер фон Браун. Той е главен разработчик на немските ракети ФАУ. След войната започва работа по ракета, която да изведе първия човек в космоса.
Основна цел на космическата надпревара става и фотографирането на Земята от космоса (сателитни снимки), които подпомагат както науката така и военните стратегии и шпионажа.
Космическата надпревара започва на 2 август 1955 г., когато Съветският съюз отговаря на съобщение на САЩ четири дни по-рано за намерението да се стартират изкуствени спътници за Международната геофизична година, като обявява, че ще пуснат и спътник в близко бъдеще. Съветският съюз изпреварва САЩ с първия успешен старт, на 4 октомври 1957 г. с първия изкуствен спътник Спутник-1, а по-късно изпреварва САЩ и с първия човек в Космоса, Юри Гагарин, на 12 април 1961 година. САЩ правят огромна крачка  с кацането на 20 юли 1969 г. на първия човек на Луната с Аполо 11. СССР опитва няколко мисии до Луната, но в крайна сметка ги отменя и се концентрира върху космическите станции на Земята.
Следва период на разведряване, последван от споразумението от април 1972 г. за кооперативен тест Аполо – Союз, което довежда до срещата през юли 1975 г. в земна орбита на американски екип от астронавти със съветски космонавти. Краят на космическата надпревара е по-труден за установяване, но приключва с разпадането на Съветския съюз през декември 1991 г., след което процъфтява сътрудничеството между САЩ и Русия.